# Synagoga Tilim w Mohylewie
Synagoga Tilim w Mohylewie (jid. Di Tilim-Szul in Mogilev) – nieistniejąca synagoga, która znajdowała się w Mohylewie na Białorusi na rogu ulic Wileńskiej 2 i Prawej Dubrowienki (obecnie ul. Łazarenki). Została zbudowana z cegieł na początku XX wieku w stylu modernizmu, prawdopodobnie na fundamencie poprzedniej synagogi, która istniała w tym miejscu od lat trzydziestych XVIII wieku. 24 stycznia 1930 roku synagoga została skonfiskowana i przekształcona w klub członków spółdzielni mieszkaniowych. W kwietniu 1942 roku budynek został mocno zniszczony podczas wylewu rzeki Dubrowienki. 